# Oakland, Oklahoma
Oakland är en ort i Marshall County i delstaten Oklahoma, USA.